# 脫衣舞男
1970年代以前，在西方文化中的脫衣舞者是幾乎總是女性，以男性觀眾為主。在1970年代後以女性觀眾為主的，男性脫衣舞表演也成為普遍現象。男性脫衣舞的觀眾也包括男同性戀、女同性戀和男女雙性戀者。1970年代以前脫衣舞是地下俱樂部和劇院的一部分，但這種做法最終成為常見的自身不足。猛男脫衣舞已經成為單身派對受歡迎的選擇。
現代男性脫衣舞表演，通常涉及到全裸，雖然有時他們可能保留內褲，或在很短的時間內脫光。表演通常有完整的編排，包括舞步和服裝。男性脫衣舞會在俱樂部、酒吧、工作場所、私人住宅、私人預訂或淑女之夜。